# Rafael Amador Fernández
Rafael Amador Fernández (* 1960 in Sevilla) ist ein spanischer Musiker (Gesang, Gitarre, Songwriting), der in den 1980er Jahren mit der Gruppe Pata Negra bekannt wurde.

## Leben
Rafael erhielt wie sein Bruder Raimundo Amador erhielt Gitarrenunterricht durch seinen Vater, den Gitarristen Diego Flores Amaya (1905–1973), genannt Diego del Gastor.
Gemeinsam mit seinem Bruder Raimundo Amador und Kiko Veneno gründete er 1977 die Gruppe Veneno, die den Flamenco mit Rockmusik und Blues verschmolz und ein gleichnamiges Album bei CBS veröffentlichte. Camarón de la Isla holte seinen Bruder und ihn zu den Aufnahmen seines Albums La leyenda del tiempo (1979). 
1978 war er mit seinem Bruder Raimundo Gründungsmitglied der Gruppe Pata Negra, die er nach 1990 alleine leitete und die nach 1995 pausierte, bis er sie in Zusammenarbeit mit Navajita Plateá wiederbelebte. Daneben nahm er mit seinem Raimundo Amador auch ein Album mit Cathy Claret unter dem Titel ¿Por qué, por qué? (1987) auf. 1999 legte er das Soloalbum  El Robot Amador vor. Weiterhin arbeitete er mit der Gruppe Nea Flamenco Experimental zusammen, mit der er auch aufnahm.